# Губернатор Курской области
Губерна́тор Ку́рской о́бласти — высшее должностное лицо Курской области. Возглавляет высший исполнительный орган государственной власти области — правительство Курской области.
5 декабря 2024 года Алексей Смирнов подал в отставку. Указом Президента Российской Федерации временно исполняющим обязанности губернатора Курской области назначен Александр Хинштейн.

## Присяга
На торжественном заседании Курской областной Думы губернатор Курской области, приносит присягу следующего содержания:

Клянусь верно служить народу, добросовестно выполнять возложенные на меня высокие обязанности Губернатора Курской области, хранить целостность и приумножать богатство священной Курской земли, отстаивать интересы Курской области, уважать и защищать права и свободы человека и гражданина, соблюдать Конституцию Российской Федерации, Устав Курской области, законы Курской области.

## Список губернаторов
| № | Изображение                                   | Фамилия, имя, отчество                    | Полномочия       | Полномочия      | Партия        | Основание наделения полномочиями         | Источник          |
| № | Изображение                                   | Фамилия, имя, отчество                    | Начало           | Окончание       | Партия        | Основание наделения полномочиями         | Источник          |
| - | --------------------------------------------- | ----------------------------------------- | ---------------- | --------------- | ------------- | ---------------------------------------- | ----------------- |
| 1 |                                               | Василий Иванович Шутеев (род. 1942)       | 11 декабря 1991  | 23 октября 1996 | Беспартийный  | Назначен на пост указом Президента РСФСР | [ 1 ] [ 2 ] [ 3 ] |
| 2 |                                               | Александр Владимирович Руцкой (род. 1947) | 23 октября 1996  | 18 ноября 2000  | Беспартийный  | Победа на выборах, в октябре 1996        | [ 3 ] [ 4 ] [ 5 ] |
| 3 |                                               | Александр Николаевич Михайлов (1951—2020) | 18 ноября 2000   | 11 октября 2018 | Единая Россия | Победа на выборах, в ноябре 2000         | [ 3 ] [ 6 ]       |
| 3 | Победа на выборах, 22 февраля 2005            | Александр Николаевич Михайлов (1951—2020) | 18 ноября 2000   | 11 октября 2018 | Единая Россия |                                          | [ 3 ] [ 6 ]       |
| 3 | Прямыми выборами губернатора 14 сентября 2014 | Александр Николаевич Михайлов (1951—2020) | 18 ноября 2000   | 11 октября 2018 | Единая Россия |                                          | [ 3 ] [ 6 ]       |
| 4 |                                               | Роман Владимирович Старовойт (1972—2025)  | 11 октября 2018  | 14 мая 2024     | Единая Россия | Победа на выборах 8 сентября 2019        | [ 7 ] [ 8 ]       |
| 5 |                                               | Алексей Борисович Смирнов (род. 1973)     | 16 сентября 2024 | 5 декабря 2024  | Единая Россия | Победа на выборах 8 сентября 2024        | [ 10 ] [ 11 ]     |
| 6 |                                               | Александр Евсеевич Хинштейн (род. 1974)   | с 5 декабря 2024 |                 | Единая Россия | Назначен президентом РФ врио губернатора | [ 12 ]            |

## История

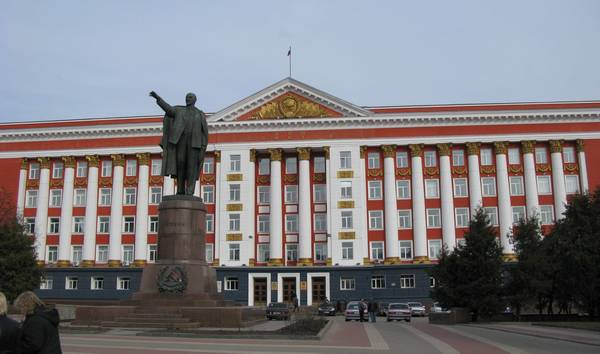
Резиденция губернатора — «Дом Советов» — здание областного правительства в Курске

С момента образования в 1934 году Курской области и до весны 1990 года ведущую роль в её руководстве занимал Курский областной комитет ВКП(б)-КПСС. С 1988 по август 1991 года первым секретарём Курского обкома КПСС был Александр Селезнёв.
В марте 1990 года произошло снижение влияния КПСС в связи с отменой статьи 6 Конституции СССР, которая определяла «руководящую и направляющую роль» Коммунистической партии. Российские регионы фактически начали развиваться по модели «парламентской республики». Как результат, первым лицом в регионе стал председатель исполкома регионального совета (пост председателя Курского облисполкома на тот момент занимал Геннадий Берёзников). Большинство руководителей региональных партийных комитетов стремились избраться на пост председателя регионального совета и совмещать обе должности. Так вышло и в Курской области — в апреле 1990 года Селезнёва избрали председателем Курского областного Совета с совмещением партийной и депутатской должности. Осенью 1990 года власти РСФСР запретили совмещение постов партийного и советского руководителя региона. Чувствуя политическую конъюнктуру, многие первые секретари обкомов КПСС отказались от своих партийных постов и сосредоточились на советской работе. Однако Селезнёв продолжал совмещать оба поста до августа 1991 года.
19-21 августа 1991 года во время Августовского путча руководство Курской области поддержало ГКЧП. Вскоре Селезнёв был отстранен от должности. Новым председателем облсовета был избран Владимир Лихачёв, руководитель «Курскагропромсервиса».
На начальном этапе постсоветской истории предполагалось, что выборность региональных руководителей будет вводиться во всех регионах. В августе 1991 года президент России Борис Ельцин обещал скорейшее проведение выборов. На переходный период, однако, был создан новый институт — назначаемого президентом главы региональной администрации (под администрацией понимается орган региональной исполнительной власти). 11 декабря 1991 года главой администрации Курской области указом президента был назначен Василий Шутеев, бывший директор завода «Счётмаш», с 1988 года возглавлявший планово-экономическое управление облисполкома. В августе 1991 года Шутеев принимал участие в работе областного комитета по чрезвычайному положению, созданного Селезнёвым, но успел встать на сторону демократии и осудить облисполком за медлительность в критической ситуации. При назначении Шутеев имел поддержку облсовета, который 25 октября 1991 года избрал его председателем облисполкома. Администрация и облсовет поддерживали нормальные рабочие отношения, обходились без серьезных конфликтов.
В августе 1996 года Курская областная дума назначила выборы главы администрации Курской области на 20 октября 1996 года. В первом туре победил председатель социал-патриотического движения «Держава» Александр Руцкой (НПСР), зарегистрированный кандидатом по решению суда за 3 дня до выборов. Руцкой получил 76,85 %, в то время как Василий Шутеев (ОКС) лишь 17,55 %.

## Порядок избрания и вступления в должность
Порядок избрания устанавливается федеральным законом и Уставом Курской области.
Выборы проводились в 1996, 2000. В 2005 и 2010 годах губернатор был выбран президентом России и утверждён в должности областной думой. В 2014 году досрочно были назначены вновь прямые выборы губернатора. Они состоялись в единый день голосования 14 сентября 2014 года.